# Tarfaya
Tarfaya (spanska: Villa Bens; arabiska: طرفاية) är en stad i Marocko. Den ligger i provinsen med samma namn och regionen El-Aaiún-al-Saqiyya al-Hamra, 900 km sydväst om huvudstaden Rabat. Antalet invånare var 8 027 vid folkräkningen 2014.